# Alan Murray, 5. Earl of Mansfield
Alan David Murray, 5. Earl of Mansfield (* 25. Oktober 1864; † 14. März 1935) war ein britischer Peer und Politiker.

## Leben
Er war der dritte Sohn des William David Murray, Viscount Stormont (1835–1893), aus dessen Ehe mit Emily Louisa Mac Gregor († 1918), Tochter des Sir John MacGregor, 3. Baronet (1810–1851). Sein Vater war der Sohn und Erbe des William Murray, 3. Earl of Mansfield (1806–1898).
Er diente als Offizier der Black Watch (Royal Highlanders) in der British Army und erreichte dort den Rang eines Lieutenant. Später wurde er Reserveoffizier und erreichte den temporären Rang und Dienstposten des Lieutenant-Colonel und Kommandeurs des Freiwilligenregiments von Perthshire (Perthshire Volunteer Regiment).
Von 1895 bis 1917 hatte er das Amt des Gentleman Usher of the Green Rod, des Ordensdieners des Distelordens, inne.
Da sein zweitgeborener Bruder Hon. Andrew David Murray (1863–1901) kinderlos im Zweiten Burenkrieg gefallen war, erbte Murray 1906 beim kinderlosen Tod seines ältesten Bruders William Murray, 4. Earl of Mansfield, der 1898 den Großvater 1898 beerbt hatte, dessen Adelstitel als 5. Earl of Mansfield (in the County of Nottingham), 6. Earl of Mansfield (in the County of Middlesex), 11. Viscount of Stormont, 11. Lord Scone und 10. Lord Balvaird. Er wurde dadurch Mitglied des britischen House of Lords.
Er erhielt später auch das Amt eines Deputy Lieutenant (DL) von Perthshire.
Am 20. April 1899 heiratete er Margaret Helen Mary MacGregor (1867–1933), Tochter des Rear-Admiral Sir Malcolm MacGregor, 4. Baronet (1834–1879). Mit ihr hatte er einen Sohn, Mungo David Malcolm Murray (1900–1971), der ihn bei seinem Tod 1935 als 6. Earl of Mansfield beerbte.